# 인도 공과대학교 칸푸르
인도 공과대학교 칸푸르(Indian Institute of Technology, Kanpur, 줄여서 IIT Kanpur)은 인도 우타르프라데시주 칸푸르에 위치한 국립 공과 대학이다.
인도 독립 직후 정부가 국가의 과학, 기계, 공학부문을 심도 있게 훈련·연구·발전시키기 위해 특별법을 제정해, 카라그푸르·뭄바이·칸푸르·마드라스·델리에 설립한 5개교의 기존 인도 공과대학교 중 하나이다.

## 같이 보기
- 인도 공과대학교
- 아르빈드 크리슈나

## 기타
프로그래밍 문화가 좋기로 유명하며, 해커랭크의 세계 대학교 코딩 랭킹의 10위를 기록했다.